# 桃山ひなせ
桃山 ひなせ（ももやま ひなせ、9月27日 - ）は、日本の漫画家、イラストレーター。男性。別ペンネームに相賀 うい（そうが うい）。岡山県倉敷市出身。

## 来歴
2002年、相賀名義で投稿した「死の舞踏」で『月刊少年ガンガン』（スクウェア・エニックス）第5回新世紀マンガ大賞奨励賞を受賞。翌2003年に「Will」で第2回スクウェア・エニックスマンガ大賞奨励賞を受賞、増刊『ガンガンパワード』（同）2004年春号掲載の読み切り「鎧師の条件」でデビュー。
『月刊ガンガンWING』（同）2006年3月号掲載の読み切り「コマちわ」より商業活動用のペンネームを桃山名義に変更。2007年に、第3回スクウェア・エニックス小説大賞入選作品である「emeth 〜人形遣いの島〜」（月島総記）の挿画を担当すると共にガンガンWING誌上で同作品を原作とする読み切りを掲載。
『月刊Gファンタジー』（同）2008年7月号から2010年7月号まで「ひぐらしのなく頃に解 皆殺し編」（原作・監修：竜騎士07）を連載。
『月刊Gファンタジー』2010年12月号から2012年12月号まで「うみねこのなく頃に散 episode6 - Dawn of the golden witch」（原作・監修：竜騎士07）を連載。
「ガンガンONLINE」2013年3月21日から2014年6月19日まで「ルートダブル√A・√B」を隔月同時連載。
2014年10月18日から12月14日まで、岡山県高梁市にある吉備川上ふれあい漫画美術館にて、「桃山ひなせイラスト原画展〜コミカライズの世界〜」が開催。11月9日には、声優の朝樹りさが司会が務めるトークショーに出演した。
「ガンガンONLINE」2017年2月23日から「ダンジョンに出会いを求めるのは間違っているだろうか ファミリアクロニクル episodeリュー」を連載。
「マンガUP!」2020年10月2日から「ダンジョンに出会いを求めるのは間違っているだろうか ファミリアクロニクル episodeフレイヤ」を連載。

## 作品リスト

### 漫画作品

#### 連載
- ひぐらしのなく頃に解 皆殺し編（原作・原案：竜騎士07、『月刊Gファンタジー』2008年7月号 - 2010年6月号）
- うみねこのなく頃に散 episode6 - Dawn of the golden witch（原作・原案：竜騎士07、『月刊Gファンタジー』2010年12月号[3] - 2012年12月号[3]）
- ルートダブル Before Crime*After Days √After（原作：イエティ・レジスタ、企画・原案・監督：中澤工、シナリオ：月島総記・月島トラ・日向もやし、メインキャラクターデザイン：みけおう、『ガンガンONLINE』2013年3月21日	- 2014年5月15日）
- ルートダブル Before Crime+After Days √Before（原作：イエティ・レジスタ、企画・原案・監督：中澤工、シナリオ：月島総記・月島トラ・日向もやし、メインキャラクターデザイン：みけおう、『ガンガンONLINE』2013年4月18日 - 2014年6月19日）
- スクールガールストライカーズ Comic Channel（『ガンガンONLINE』[6]2014年10月30日 - 2015年5月14日）
- ダンジョンに出会いを求めるのは間違っているだろうか ファミリアクロニクル episodeリュー（原作：大森藤ノ、原作イラスト：ニリツ、キャラクター原案：ヤスダスズヒト、『ガンガンONLINE』2017年2月23日[5] - 2018年10月25日）
- エリスの聖杯（原作：常磐くじら、キャラクター原案：夕薙、『マンガUP!』[7]2019年11月3日[8][9] - 連載中）
- ダンジョンに出会いを求めるのは間違っているだろうか ファミリアクロニクル episodeフレイヤ（原作：大森藤ノ、原作イラスト：ニリツ、キャラクター原案：ヤスダスズヒト、『マンガUP!』[10]2020年10月2日 - 2023年11月17日）

#### 読み切り
- 鎧師の条件（『ガンガンパワード』2004年春号） - デビュー作[1]
- コマちわ（『月刊ガンガンWING』2006年3月号[2]）
- ぴゅありてぃ（『月刊ガンガンWING』）
- emeth 〜人形遣いの島〜（『月刊ガンガンWING』）

### イラスト
- emeth 〜人形遣いの島〜（著：月島総記、スクウェア・エニックス・ノベルズ）挿画
- 鹿骨小町（著：aksk、ひぐらしのなく頃に 語咄し編3）挿画
- 茜雲 〜祭囃し編 墓参りの前日に〜（作：夕輝秋葉、ガンガンONLINE）挿画
- 夏のあらし!（テレビアニメ、2009年[11]）第5話エンドカード

### 書籍
- 『ひぐらしのなく頃に解 皆殺し編』、原作・原案：竜騎士07、スクウェア・エニックス〈Gファンタジーコミックス〉2009年 - 2010年、全6巻
- 『うみねこのなく頃に散 episode6 - Dawn of the golden witch』、原作・原案：竜騎士07、スクウェア・エニックス〈Gファンタジーコミックス〉2011年 - 2012年、全6巻
- 『ルートダブル Before Crime*After Days √After』、原作：イエティ・レジスタ、企画・原案・監督：中澤工、シナリオ：月島総記・月島トラ・日向もやし、メインキャラクターデザイン：みけおう、スクウェア・エニックス〈ガンガンコミックスONLINE〉2013年 - 2014年、全2巻
- 『ルートダブル Before Crime+After Days √Before』、原作：イエティ・レジスタ、企画・原案・監督：中澤工、シナリオ：月島総記・月島トラ・日向もやし、メインキャラクターデザイン：みけおう、スクウェア・エニックス〈ガンガンコミックスONLINE〉2013年 - 2014年、全2巻
- 『スクールガールストライカーズ Comic Channel』、スクウェア・エニックス〈ガンガンコミックスONLINE〉2015年 - 2017年、全5巻
- 『ダンジョンに出会いを求めるのは間違っているだろうか ファミリアクロニクル episodeリュー』、原作：大森藤ノ、原作イラスト：ニリツ、キャラクター原案：ヤスダスズヒト、スクウェア・エニックス〈ガンガンコミックスONLINE〉2017年 - 2018年、全6巻
- 『エリスの聖杯』、原作：常磐くじら、キャラクター原案：夕薙、スクウェア・エニックス〈ガンガンコミックスUP!〉2019年 - 、既刊12巻（2025年3月7日現在）
- 『ダンジョンに出会いを求めるのは間違っているだろうか ファミリアクロニクル episodeフレイヤ』、原作：大森藤ノ、原作イラスト：ニリツ、キャラクター原案：ヤスダスズヒト、スクウェア・エニックス〈ガンガンコミックスUP!〉2021年 - 2024年、全5巻